# ゆうれい坂
ゆうれい坂（ゆうれいざか）は、日本に数多く存在する地名。
本項で扱うのは、同音異字で幽霊坂(または「誘霊坂」)とも記される一つであるところの、福岡県遠賀郡岡垣町に所在する、坂である。
錯覚（#縦断勾配錯視）を生む地形の一例として関連分野では（日本国内で）有名であり、また、不思議な現象を体験できる名所として好事家によく知られている。

## 概要
岡垣町内浦の国道495号線と成田山不動寺を結ぶ道路上にあり、福岡放送のテレビ番組『めんたいワイド』など地元メディアではたびたび紹介されていたが、TBSのバラエティ番組『USO!?ジャパン』で採り上げられ、全国的に有名となった。また、岡垣町の観光名所の一つであり、同町のイメージソングである『変わらない岡垣』の歌詞中にも登場する。

## 地名の由来
名前から心霊現象にまつわると思われがちであるが、霊が目撃されるわけではなく、空き缶やボールなどといった転がりやすい物体を道に置くと独りでに坂を登っていくという不思議な現象が起こることから、その不気味さゆえに呼ばれるようになったものである。

### 縦断勾配錯視
もっとも、物体が自然に登坂するはずもなく、勾配と風景を原因として起こる錯覚（学術名：縦断勾配錯視、俗称：坂道錯視）が顕著に現れた例として知られている。道の先が急峻な登り勾配になっていることに加え、周辺の自然風景が判断基準を曖昧にしてしまう働きをすることで、実際には緩やかな登り坂が続いているものを、急な登り坂の手前にある“緩い下り坂”と見てしまうことによる。

#### 錯覚を生む地形
同一もしくは近似の現象は、他にも様々な場所で起こることが知られており、それらの地形は、錯覚のほかにも、俗説によって科学的ミステリーや疑似科学、オカルトなどと関連づけられることが多い。これらは世界的には主として「磁石の丘（magnetic hill、磁力の丘）」や「重力の丘（グラビティヒル、英: gravity hill）」の名で呼ばれるが、日本の場合は、「不思議坂」「ミステリー坂」「後戻り坂」などと呼ばれるほかに、幽霊・お化けによる所業との発想もあって「お化け坂」「幽霊坂」などといった呼称も多く見受けられる（cf. お化け#怪奇現象の下段も参照）。
本項の坂のほかにある、縦断勾配錯視を生む地形・地点（磁石の丘やお化け坂）を、ごく一部であるが以下に列挙する。
日本
- 佐賀県鹿島市にある、幽霊坂
- 長崎県長崎市にある、ゆうれい坂
- 宮崎県川南町にある、幽霊坂
- 鹿児島県中種子町にある、ゆうれい坂
- 沖縄県恩納村にある、幽霊坂
- 沖縄県久米島にある、お化け坂
- 香川県高松市の屋島スカイウェイにある、通称「（屋島の）お化け坂」「（屋島の）ミステリー坂」[要出典]
- 岩手県東和町にある、通称「ミステリー坂」
- 青森県階上町にある、後戻り坂

日本以外
- 英語版に「磁石の丘の一覧 (List of magnetic hills)」あり。
- カナダはニューブランズウィック州モンクトン（en）にある、磁石の丘（Magnetic Hill、マグネティック・ヒル）
- アメリカはフロリダ州にある、スプーク・ヒル（Spook Hill、直訳：幽霊丘）
- アメリカはカリフォルニア州のサンタクルズにある、ミステリー・スポット (Mystery Spot)
- スコットランドのエアーシャー（en）にある、エレクトリック・ブレイ（Electric Brae、直訳：電気の丘）
- オーストラリア南オーストラリア州 Orroroo にある、磁石の丘 (Magnetic Hill)

- 韓国の済州島にある坂道、シンビエドロ

（ハングル表記：신비의도로、漢字表記：神秘道路、和訳：神秘の道路、英語名：Dokebi Road、日本での異称：お化け道路）
済州市老衡洞289-15（新済州老衡ロータリーから11番道路を漢拏山方向へ約5分）。